# Moneva
Moneva település Spanyolországban,  Zaragoza tartományban. Moneva Lécera, Muniesa, Blesa, Moyuela, Azuara, Samper del Salz, Lagata és Letux községekkel határos. Lakosainak száma 118 fő (2024).

## Népesség
A település népessége az utóbbi években az alábbiak szerint változott:
| Lakosok száma | 148  | 123  | 96   | 128  | 117  | 111  | 103  | 97   | 115  | 118  |
|               | 2001 | 2004 | 2007 | 2009 | 2012 | 2014 | 2017 | 2019 | 2022 | 2024 |